# Capparis versicolor
Capparis versicolor là một loài thực vật có hoa trong họ Capparaceae. Loài này được Griff. mô tả khoa học đầu tiên năm 1854.